# Morinda ferruginea
Morinda ferruginea är en måreväxtart som beskrevs av Achille Richard. Morinda ferruginea ingår i släktet Morinda och familjen måreväxter. Inga underarter finns listade i Catalogue of Life.